# Międzydrogi
Międzydrogi – nieoficjalny przysiółek wsi Katarzyn, w Polsce, w województwie lubelskim, w powiecie lubartowskim, w gminie Michów.
Przysiółek należy do sołectwa Katarzyn.
Miejscowość nie figuruje w systemie TERYT; zapisano jej nazwę własną – jak w osnowie, bez nazwy obocznej jako przysiółek niestandaryzowany wsi Katarzyn.
W latach 1975–1998 miejscowość administracyjnie należała do województwa lubelskiego.